# C.F. Møller
Christian Frederik Møller (31. oktober 1898 i Skanderborg – 5. november 1988 i Aarhus) var en dansk arkitekt, der grundlagde C.F. Møllers Tegnestue. Han er repræsenteret i Kulturkanonen med Aarhus Universitet.
Han er formentlig den danske arkitekt, der har tegnet flest huse. I 1924 grundlagde han sin egen tegnestue med navnet C.F. Møller. I 1965 blev han udnævnt til den første rektor på den nystiftede arkitektskole i Århus. Vejen C.F. Møllers Allé i Ørestad i København er opkaldt efter ham. Det samme gælder vejen C. F. Møllers Allé i universitetsparken ved Aarhus Universitet. 
C. F. Møller var fra 1964 medlem af og arkitektonisk medarbejder ved Koldinghusudvalget i Kolding.
C.F. Møllers Tegnestue har gennem de sidste 70 år tegnet størstedelen af de bygninger, der stadig i dag huser Aarhus Universitet.
Han er begravet på Vestre Kirkegård i Aarhus.

## Hæder
- 1921-22 og 1928: Glashandler Johan Franz Ronges Fond
- 1925: Kunstakademiets stipendium
- 1927: K.A. Larssens og Hustru L.M. Larssens født Thodbergs Legat
- 1928: De Bielkeske Legater
- 1945: Eckersberg Medaillen (for hovedbygningen ved Aarhus Universitet)
- 1946: Ridder af Dannebrogordenen
- 1947: C.F. Hansen Medaillen
- 1950: Århus Kommunes ærespris
- 1965: Ridder af 1. grad af Dannebrogordenen
- 1968: Akademisk Arkitektforenings æresmedalje
- 1969: Kommandør af Dannebrogordenen
- 1973: Läkerolprisen
- 1978: Handelsbankens Århuspris
- 1984: Æresmedlem af Det Kongelige Danske Kunstakademi

## Arkitektur
- HTX Viby J
- Århus Kommunehospital
- Aarhus Universitet, sammen med Kay Fisker og Povl Stegmann
- Statshospitalet for sindslidende / Nordvang, Glostrup (1960)[2]
- Herning kunstmuseum
- Sønderjyllandshallen
- Centralinstitutionen Sølund i Skanderborg
- Pindstrup Kirke på Djursland
- Middelfart Sygehus
- Dronningegården i København, sammen med Kay Fisker og Svenn Eske Kristensen
- Møllevangskirken
- 4. Maj Kollegiet i Aarhus